# Niōmon
Niōmon (仁王門?) este o poartă de la intrarea templelor budiste din Japonia. Poarta este numită Heng Ha Er Jiang (哼哈二将) în China și Geumgangmun (金刚门) în Coreea. Această poarta conține două statui din lut a doi războinici cerești numiți Niō. Rolul lor este acela de a proteja intrarea în templu de spirite rele și de demoni.

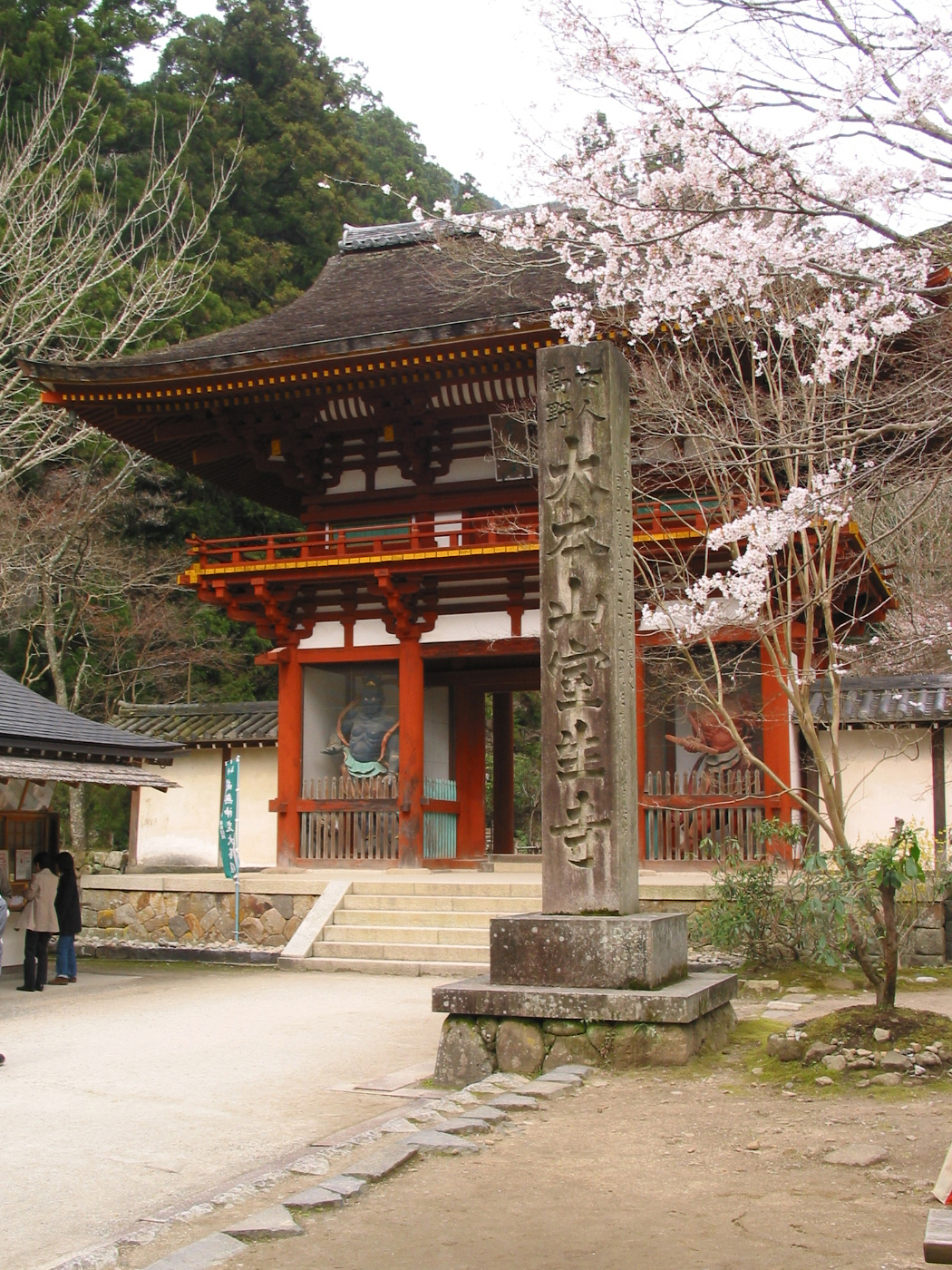
Un Niōmon din Uda, prefectura Nara, Japonia

Statuia din dreapta se numește Agyo și are gura deschisă pronunțând litera sanscrită ah, ce simbolizează creația, iar statuia din stânga se numește Ungyo și are gura închisă pronunțând litera sanscrită um, ce simbolizează distrugerea.
|       |
| Ungyo |

|      |
| Agyo |

## Vezi și
Niō